# 山下泰樹
山下 泰樹（やました たいじゅ、1981年2月2日 - ）は、日本の建築家（一級建築士）・デザイナー・実業家。デザイン会社「DRAFT」創業者・代表。山下泰樹建築デザイン研究所主宰。

## 人物・来歴
東京都出身。幼少期は東京都小金井市で過ごし東京学芸大学附属に通う。三人兄弟の末っ子として自由に育てられ、父親の仕事の影響により小学生の頃に引っ越しを数回経験する。その後、武蔵野美術大学造形学部にてデザインを学ぶも中途退学、オーストラリアのボンド大学大学院を修了。独学でデザイン・建築を学びながら26歳で独立し、2008年にデザイン会社DRAFTを立ち上げ、数多くの注目度の高いプロジェクトを担い若手デザイナーとして注目される。Best of Year Awards 最優秀賞 (2018)、 SBID International Design Awards アジア最優秀賞 (2023)、日経ニューオフィス賞 経済産業大臣賞 (2023)など多数受賞。
2017年から桑沢デザイン研究所非常勤講師を務める。2018年7月、青山学院大学大学院国際マネジメント学科にて講義。2022年6月、ロンドン芸術大学セントラル・セント・マーチンズにて講師を務める。
2017年にプロダクトブランド「201˚（NIHYAKU-ICHI-DO）」を立ち上げる。2022年8月にはブランド「DAFT about DRAFT」を立ち上げ、2023年4月にミラノサローネ国際家具見本市に初参加。それ以降、毎年参加している。
これまで数々のインテリアデザインのほか、ホテル、複合施設の環境デザイン、建築設計を手掛けている。「空間は人を中心にデザインされるべき」という思想のもと、人が密接に関わる都市・建築・空間を再定義、再設計し続けている。

### DRAFT
DRAFT（株式会社ドラフト）は、山下泰樹によって2008年に設立されたデザイン会社。東京本社、大阪支社、フィリピン・セブとセルビア・ベオグラードに子会社を構えている。

### 山下泰樹建築デザイン研究所
山下泰樹が主宰する山下泰樹建築デザイン研究所（英: Taiju Yamashita Design and Architecture）は、2022年にDRAFTの社内組織として発足。2021年11月、研究所発足後の第一弾の取り組みであり、DRAFTが代表企業としてプロジェクト推進および事業を担う横浜市みなとみらい地区の大型公園・臨港パークにおける「臨港パークプロジェクト」の設計デザインプロジェクトが始動し、同プロジェクトによる3階建ての複合施設「横浜ティンバーワーフ」が2025年10月に開業予定である。

## 主なプロジェクト

### 建築・環境
- 2016年
  - 大阪国際ビルディング（大阪・中央区）
大阪府大阪市中央区に所在する超高層ビルのリニューアルを担当。エントランス、1階外装、ロゴマーク、案内表示のデザインを一新。
- 2021年
  - ＋SHIFT NOGIZAKA（東京・港区）
建築・全フロアのインテリア・ブランドデザインを担当したセットアップオフィスビルブランド「＋SHIFT」シリーズのフラッグシップ。
- 2022年
  - ミカン下北（東京・世田谷区）
東京都世田谷区北沢地域（下北沢）に所在する、京王井の頭線高架橋下の複合施設。建築・環境デザイン監修・基本設計を担当。
- 2024年
  - 日比谷セントラルビル（東京・港区）
東京都港区西新橋に所在するオフィスビル。1983年に竣工したビルの大規模リボーンプロジェクトを担当。
- 2025年
  - 横浜ティンバーワーフ（横浜・西区）
DRAFTが代表企業としてプロジェクト推進および事業を担い、山下泰樹建築デザイン研究所が建築デザインを手掛ける、横浜市みなとみらい地区の大型公園・臨港パーク内のカフェ・レストラン等複合施設。2025年10月開業予定[6]。

#### 進行中
- UMITOプロジェクト（奄美大島）[7][8]
- 小机駅北口地区のまちづくりプロジェクト /（仮称）小机駅北口地区土地区画整理事業（横浜・港北区）[9]

### インテリア
- 2015年
  - ウォンテッドリー株式会社 オフィス（東京・港区）
A’ Design Award 銅賞など受賞。
  - Zoff MART 自由が丘店（東京・世田谷区）
東京都世田谷区奥沢の自由が丘に所在するアイウェアショップ。INSIDE World Festival of Interiors AwardsのRetail部門ファイナリスト。
- 2016年
  - JAXA 国立研究開発法人宇宙航空研究開発機構・筑波宇宙センター「きぼう」運用管制室（茨城・つくば市）
- 2017年
  - STYLE & PLAY GREAT YARD（東京・渋谷区）
スポーツファッションブランドの立ち上げに伴う、空間デザインとブランドディレクションを担当。
- 2018年
  - 神戸メリケンパークオリエンタルホテル ウエディングサロン（神戸・中央区）
  - BoConcept 青山本店（東京・港区）
東京都港区南青山に所在する北欧デンマーク発の家具ブランドのショールーム・オフィス。
- 2019年
  - 株式会社beBit UX Square Tokyo（東京・千代田区）
  - NAGOYA INNOVATOR'S GARAGE（名古屋・中区）
  - 株式会社トリドールホールディングス オフィス（東京・渋谷区）
- 2020年
  - 柏の葉スマートシティ KOIL TERRACE（千葉・柏市）
公民学連携で街づくりを推進している柏の葉スマートシティ内の141街区に所在する、地上6階建てのオフィスビル。アトリウム・ライブラリー・コワーキングスペース・ラウンジを設計。
- 2021年
  - OCA TOKYO（東京・千代田区）
東京都千代田区の丸の内テラスに所在するプライベートクラブ。
- 2022年
  - 兼松株式会社（東京・千代田区）
東京都千代田区丸の内のJPタワーに所在するオフィス。第36回日経ニューオフィス賞（2023年度）の経済産業大臣賞受賞[4]。SBID International Design Awards （2023年度）2,000㎡以上オフィスデザイン部門におけるアジア最優秀賞受賞[3]。
  - Wolfgang’s Steakhouse by Wolfgang Zwiener TEPPAN（東京・中央区）
東京都中央区銀座に所在するレストラン。ウルフギャング・ステーキハウスの鉄板焼き新業態の1号店。
- 2023年
  - Villa ASO（東京・渋谷区）
東京都渋谷区の代官山に所在するイタリア料理店「リストランテASO」と「カフェ・ミケランジェロ」のリニューアルプロジェクト。
  - Chaumet CONVERSATIONS VIRTUOSES 2（東京・渋谷区）
ハイジュエリーブランド ショーメとのコラボレーションイベントの会場デザインを担当。

### プロダクト
- DAFT about DRAFT
- 201˚（NIHYAKU-ICHI-DO）
- WonW Chair / Oliver - 2025年

## 主な受賞歴
- 2016年
  - Liveable Office Award / Small & Medium Business Category 最優秀賞[10]（香港） - Wantedly
  - INSIDE World Festival of Interiors / Retail Category Finalist （ドイツ） - Zoff MART 自由が丘店
- 2016-2017年 - A’ Design Award and Competition / Silver and Bronze Award  (イタリア） - Wantedly、DRAFT四谷オフィス
- 2017年 - Spark Awards / Bronze Award[11]  (アメリカ） - dip Corporation
- 2018年
  - インテリアプランニングアワード / 入選[12]（日本） - dip Corporation
  - A’ Design Award / Silver Award（イタリア） - dip Corporation
  - Best of Year Awards / Contract Desk Category  大賞[2]（アメリカ） - 201°「COOM」
- 2020年 - Sky Design Awards / ショートリスト（香港 / 日本） - NAGOYA INNOVATOR’S GARAGE、TORIDOLL、UX Square Tokyo
- 2021-2022年 - International Property Awards / Asia Pacific Awards Office Interior Japan 受賞（イギリス）
- 2023年
  - 日経ニューオフィス賞 / ニューオフィス推進賞 経済産業大臣賞[4]（日本） - 兼松株式会社
  - Society of British Interior Design International Design Awards / Office Category Asia Winner[3]（イギリス） - 兼松株式会社

## 出演・掲載

### 書籍
- 『感動と価値を売る、ストーリーのあるブランドの作り方』（2016年9月17日、PIE International）[13]
- 『話題のショップをつくる注目の空間デザイナー・建築家100人の仕事』（2018年11月12日、PIE International）[14]
- 『グラフィック×リノベーションでつくるこだわりのオフィスデザイン 』（2018年11月21日、PIE International）[15]
- 『ナゴヤ2030』（2020年10月10日、桜山社）[16]
- 『Brand Experience & Trade Fair Design Annual 2025』（2025年、avedition）[17]

### 雑誌
- 『CasaBRUTUS』「オフィスに人を引き寄せるハッピーなインテリアの秘訣。」(マガジンハウス)
- 『BRUTUS』 No.784 「アイデアが生まれるオフィスのつくりかた。」(マガジンハウス)
- 『WORK STYLE BOOK』 vol.2（NEKO PUBLISHING）
- 『Pen』 No.533 「ウワサの建築」（CCCメディアハウス）
- 『商店建築』（商店建築社）
- 『CONFORT』（株式会社建築資料研究社）
- 『T JAPAN』[18]（ニューヨーク・タイムズ社）
- 『ELLE DECOR』[19]（ハースト婦人画報社）
- 『モダンリビング』（ハースト婦人画報社）

### TV
- デザイントークス+（2018年3月4日、NHK ワールド TV / 2018年5月8日、NHK Eテレ）

### ラジオ
- 空想メディア（2023年1月22日・29日、TOKYO FM）